# World Cup 2013 (Tischtennis)
| 2012 ← World Cup → 2014 | 2012 ← World Cup → 2014                                                | 2012 ← World Cup → 2014         |
| ----------------------- | ---------------------------------------------------------------------- | ------------------------------- |
|                         | Männer                                                                 | Frauen                          |
| Datum                   | 25.–27.10.                                                             | 21.–23.09.                      |
| Ort                     | Verviers                                                               | Kōbe                            |
| Auflage                 | 34                                                                     | 17                              |
| Sieger                  | Xu Xin Uladsimir Samsonau (engl. Vladimir Samsonov) Dimitrij Ovtcharov | Liu Shiwen Wu Yang Feng Tianwei |

Der Tischtennis-World Cup 2013 fand für die Männer in seiner 34. Austragung vom 25. bis 27. Oktober im belgischen Verviers und für die Frauen in seiner 17. Austragung vom 21. bis 23. September im japanischen Kōbe statt. Gold ging an Xu Xin und Liu Shiwen aus China.

## Modus
An jedem Wettbewerb nahmen 20 Sportler teil. Die Zwölf in der Weltrangliste schlechtestplatzierten Teilnehmer nahmen, aufgeteilt auf vier Gruppen mit je drei Sportlern, an der ersten Gruppenphase teil. Die Gruppenersten und die 8 in der Weltrangliste bestplatzierten Teilnehmer spielten in vier weiteren Dreiergruppen gegeneinander, die Gruppenersten und -zweiten rückten in die im K.O.-Modus ausgetragene Hauptrunde vor. Die Halbfinal-Verlierer trugen ein Spiel um Platz 3 aus.

## Teilnehmer
Die erste Spalte gibt die Abschlussplatzierung an, die Spalten „WRL-Pos.“ die für die Setzung relevante Weltranglistenposition (gelb markiert die direkt für die zweite Gruppenphase gesetzten 8 Spieler und 8 Spielerinnen). Obwohl normalerweise nur zwei Spieler pro Verband vorgesehen waren, konnte Dimitrij Ovtcharov durch die ITTF-Wildcard als dritter Deutscher ebenfalls teilnehmen.
| Pos. | Männer                                       | WRL-Pos. | TN | Frauen           | WRL-Pos. | TN |
| ---- | -------------------------------------------- | -------- | -- | ---------------- | -------- | -- |
| 1    | Xu Xin                                       | 2        | 2  | Liu Shiwen       | 1        | 3  |
| 2    | Uladsimir Samsonau (engl. Vladimir Samsonov) | 15       | 15 | Wu Yang          | 8        | 1  |
| 3    | Dimitrij Ovtcharov                           | 6        | 6  | Feng Tianwei     | 4        | 6  |
| 4    | Timo Boll                                    | 5        | 12 | Jiang Huajun     | 14       | 7  |
| 5    | Chuang Chih-Yuan                             | 7        | 12 | Ai Fukuhara      | 15       | 7  |
| 5    | Marcos Freitas                               | 25       | 2  | Kasumi Ishikawa  | 9        | 2  |
| 5    | Tang Peng                                    | 26       | 3  | Shen Yanfei      | 13       | 3  |
| 5    | Yan An                                       | 8        | 1  | Yu Mengyu        | 27       | 2  |
| 9    | Patrick Baum                                 | 20       | 1  | Tetjana Bilenko  | 64       | 1  |
| 9    | Chen Chien-An                                | 27       | 1  | Sayaka Hirano    | 28       | 4  |
| 9    | Jiang Tianyi                                 | 21       | 2  | Liu Jia          | 26       | 8  |
| 9    | Jung Young-sik                               | 48       | 1  | Seok Ha-jung     | 18       | 1  |
| 13   | Noshad Alamiyan                              | 53       | 1  | Ariel Hsing      | 85       | 3  |
| 13   | Kamal Sharath Achanta                        | 51       | 1  | Melek Hu         | 38       | 1  |
| 13   | Thiago Monteiro                              | 147      | 3  | Nanthana Komwong | 102      | 1  |
| 13   | Yang Zi                                      | 93       | 1  | Yang Ha-eun      | 20       | 1  |
| 17   | William Henzell                              | 133      | 6  | Han Xing         | 186      | 2  |
| 17   | Ho Andre                                     | 386      | 1  | Li Chunli        | 166      | 4  |
| 17   | El-Sayed Lashin                              | 99       | 3  | Miao Miao        | 208      | 6  |
| 17   | Jean-Michel Saive                            | 130      | 18 | Yadira Silva     | 232      | 2  |

## Männer

### Erste Gruppenphase

#### Gruppe 1
|                | Ergebnis |                   |
| -------------- | -------- | ----------------- |
| Yang Zi        | 4:0      | Jean-Michel Saive |
| Marcos Freitas | 4:3      | Yang Zi           |
| Marcos Freitas | 4:3      | Jean-Michel Saive |

| Platz | Spieler           | Spiele | Sätze | Punkte |
| ----- | ----------------- | ------ | ----- | ------ |
| 1     | Marcos Freitas    | 2      | 8:6   | 4      |
| 2     | Yang Zi           | 2      | 7:4   | 3      |
| 3     | Jean-Michel Saive | 2      | 3:8   | 2      |

#### Gruppe 2
|                       | Ergebnis |                       |
| --------------------- | -------- | --------------------- |
| Kamal Sharath Achanta | 4:3      | William Henzell       |
| Tang Peng             | 4:2      | William Henzell       |
| Tang Peng             | 4:1      | Kamal Sharath Achanta |

| Platz | Spieler               | Spiele | Sätze | Punkte |
| ----- | --------------------- | ------ | ----- | ------ |
| 1     | Tang Peng             | 2      | 8:3   | 4      |
| 2     | Kamal Sharath Achanta | 2      | 5:7   | 3      |
| 3     | William Henzell       | 2      | 5:8   | 2      |

#### Gruppe 3
|                 | Ergebnis |                 |
| --------------- | -------- | --------------- |
| Noshad Alamiyan | 4:1      | Ho Andre        |
| Chen Chien-An   | 4:1      | Ho Andre        |
| Chen Chien-An   | 4:3      | Noshad Alamiyan |

| Platz | Spieler         | Spiele | Sätze | Punkte |
| ----- | --------------- | ------ | ----- | ------ |
| 1     | Chen Chien-An   | 2      | 8:4   | 4      |
| 2     | Noshad Alamiyan | 2      | 7:5   | 3      |
| 3     | Ho Andre        | 2      | 2:8   | 2      |

#### Gruppe 4
|                 | Ergebnis |                 |
| --------------- | -------- | --------------- |
| El-Sayed Lashin | 2:4      | Thiago Monteiro |
| Jung Young-sik  | 4:2      | Thiago Monteiro |
| Jung Young-sik  | 4:0      | El-Sayed Lashin |

| Platz | Spieler         | Spiele | Sätze | Punkte |
| ----- | --------------- | ------ | ----- | ------ |
| 1     | Jung Young-sik  | 2      | 8:2   | 4      |
| 2     | Thiago Monteiro | 2      | 6:6   | 3      |
| 3     | El-Sayed Lashin | 2      | 2:8   | 2      |

### Zweite Gruppenphase

#### Gruppe 1
|              | Ergebnis |              |
| ------------ | -------- | ------------ |
| Xu Xin       | 4:1      | Patrick Baum |
| Xu Xin       | 4:3      | Tang Peng    |
| Patrick Baum | 2:4      | Tang Peng    |

| Platz | Spieler      | Spiele | Sätze | Punkte |
| ----- | ------------ | ------ | ----- | ------ |
| 1     | Xu Xin       | 2      | 8:4   | 4      |
| 2     | Tang Peng    | 2      | 7:6   | 3      |
| 3     | Patrick Baum | 2      | 3:8   | 2      |

#### Gruppe 2
|              | Ergebnis |                |
| ------------ | -------- | -------------- |
| Timo Boll    | 4:0      | Jiang Tianyi   |
| Timo Boll    | 4:0      | Marcos Freitas |
| Jiang Tianyi | 3:4      | Marcos Freitas |

| Platz | Spieler        | Spiele | Sätze | Punkte |
| ----- | -------------- | ------ | ----- | ------ |
| 1     | Timo Boll      | 2      | 8:0   | 4      |
| 2     | Marcos Freitas | 2      | 4:7   | 3      |
| 3     | Jiang Tianyi   | 2      | 3:8   | 2      |

#### Gruppe 3
|                    | Ergebnis |               |
| ------------------ | -------- | ------------- |
| Dimitrij Ovtcharov | 4:2      | Yan An        |
| Dimitrij Ovtcharov | 4:0      | Chen Chien-An |
| Yan An             | 4:1      | Chen Chien-An |

| Platz | Spieler            | Spiele | Sätze | Punkte |
| ----- | ------------------ | ------ | ----- | ------ |
| 1     | Dimitrij Ovtcharov | 2      | 8:2   | 4      |
| 2     | Yan An             | 2      | 6:5   | 3      |
| 3     | Chen Chien-An      | 2      | 1:8   | 2      |

#### Gruppe 4
|                    | Ergebnis |                                              |
| ------------------ | -------- | -------------------------------------------- |
| Chuang Chih-Yuan   | 4:2      | Uladsimir Samsonau (engl. Vladimir Samsonov) |
| Chuang Chih-Yuan   | 4:3      | Jung Young-sik                               |
| Uladsimir Samsonau | 4:3      | Jung Young-sik                               |

| Platz | Spieler                                      | Spiele | Sätze | Punkte |
| ----- | -------------------------------------------- | ------ | ----- | ------ |
| 1     | Chuang Chih-Yuan                             | 2      | 8:5   | 4      |
| 2     | Uladsimir Samsonau (engl. Vladimir Samsonov) | 2      | 6:7   | 3      |
| 3     | Jung Young-sik                               | 2      | 6:8   | 2      |

### Hauptrunde
|  | Viertelfinale                                | Viertelfinale      |                    |                    | Halbfinale         | Halbfinale |  |  | Finale | Finale |
|  |                                              |                    |                    |                    |                    |            |  |  |        |        |
|  |                                              |                    |                    |                    |                    |            |  |  |        |        |
|  | Xu Xin                                       | 4                  |                    |                    |                    |            |  |  |        |        |
|  | Xu Xin                                       | 4                  |                    |                    |                    |            |  |  |        |        |
|  | Yan An                                       | 0                  |                    |                    |                    |            |  |  |        |        |
|  | Yan An                                       | 0                  | Xu Xin             | 4                  |                    |            |  |  |        |        |
|  |                                              |                    | Xu Xin             | 4                  |                    |            |  |  |        |        |
|  |                                              | Dimitrij Ovtcharov | 3                  |                    |                    |            |  |  |        |        |
|  | Tang Peng                                    | Dimitrij Ovtcharov | 3                  | 1                  |                    |            |  |  |        |        |
|  | Tang Peng                                    |                    |                    | 1                  |                    |            |  |  |        |        |
|  | Dimitrij Ovtcharov                           | 4                  |                    |                    |                    |            |  |  |        |        |
|  |                                              |                    | Xu Xin             | 4                  |                    |            |  |  |        |        |
|  |                                              |                    |                    | Uladsimir Samsonau | 1                  |            |  |  |        |        |
|  | Chuang Chih-Yuan                             | 1                  |                    |                    |                    |            |  |  |        |        |
|  | Uladsimir Samsonau (engl. Vladimir Samsonov) | 4                  |                    |                    |                    |            |  |  |        |        |
|  | Uladsimir Samsonau (engl. Vladimir Samsonov) | 4                  | Uladsimir Samsonau | 4                  |                    |            |  |  |        |        |
|  |                                              |                    | Uladsimir Samsonau | 4                  | Spiel um Platz 3   |            |  |  |        |        |
|  |                                              | Timo Boll          | 0                  |                    |                    |            |  |  |        |        |
|  | Marcos Freitas                               | Timo Boll          | 0                  | 0                  | Dimitrij Ovtcharov | 4          |  |  |        |        |
|  | Marcos Freitas                               |                    |                    | 0                  | Dimitrij Ovtcharov | 4          |  |  |        |        |
|  | Timo Boll                                    | 4                  |                    | Timo Boll          | 1                  |            |  |  |        |        |
|  | Timo Boll                                    | 4                  |                    |                    | 1                  |            |  |  |        |        |
|  |                                              |                    |                    |                    |                    |            |  |  |        |        |

## Frauen

### Erste Gruppenphase

#### Gruppe 1
|                 | Ergebnis |                 |
| --------------- | -------- | --------------- |
| Tetjana Bilenko | 4:0      | Han Xing        |
| Yang Ha-eun     | 2:4      | Han Xing        |
| Yang Ha-eun     | 4:1      | Tetjana Bilenko |

| Platz | Spieler         | Spiele | Sätze | Punkte |
| ----- | --------------- | ------ | ----- | ------ |
| 1     | Tetjana Bilenko | 2      | 5:4   | 3      |
| 2     | Yang Ha-eun     | 2      | 6:5   | 3      |
| 3     | Han Xing        | 2      | 4:6   | 3      |

#### Gruppe 2
|             | Ergebnis |             |
| ----------- | -------- | ----------- |
| Ariel Hsing | 4:1      | Li Chunli   |
| Liu Jia     | 4:2      | Li Chunli   |
| Liu Jia     | 4:2      | Ariel Hsing |

| Platz | Spieler     | Spiele | Sätze | Punkte |
| ----- | ----------- | ------ | ----- | ------ |
| 1     | Liu Jia     | 2      | 8:4   | 4      |
| 2     | Ariel Hsing | 2      | 6:5   | 3      |
| 3     | Li Chunli   | 2      | 3:8   | 2      |

#### Gruppe 3
|           | Ergebnis |              |
| --------- | -------- | ------------ |
| Melek Hu  | 4:0      | Yadira Silva |
| Yu Mengyu | 4:0      | Yadira Silva |
| Yu Mengyu | 4:1      | Melek Hu     |

| Platz | Spieler      | Spiele | Sätze | Punkte |
| ----- | ------------ | ------ | ----- | ------ |
| 1     | Yu Mengyu    | 2      | 8:1   | 4      |
| 2     | Melek Hu     | 2      | 5:4   | 3      |
| 3     | Yadira Silva | 2      | 0:8   | 2      |

#### Gruppe 4
|                  | Ergebnis |                  |
| ---------------- | -------- | ---------------- |
| Nanthana Komwong | 4:0      | Miao Miao        |
| Sayaka Hirano    | 4:0      | Miao Miao        |
| Sayaka Hirano    | 4:3      | Nanthana Komwong |

| Platz | Spieler          | Spiele | Sätze | Punkte |
| ----- | ---------------- | ------ | ----- | ------ |
| 1     | Sayaka Hirano    | 2      | 8:3   | 4      |
| 2     | Nanthana Komwong | 2      | 7:4   | 3      |
| 3     | Miao Miao        | 2      | 0:8   | 2      |

### Zweite Gruppenphase

#### Gruppe 1
|              | Ergebnis |              |
| ------------ | -------- | ------------ |
| Liu Shiwen   | 4:0      | Seok Ha-jung |
| Liu Shiwen   | 4:3      | Yu Mengyu    |
| Seok Ha-jung | 0:4      | Yu Mengyu    |

| Platz | Spieler      | Spiele | Sätze | Punkte |
| ----- | ------------ | ------ | ----- | ------ |
| 1     | Liu Shiwen   | 2      | 8:3   | 4      |
| 2     | Yu Mengyu    | 2      | 7:4   | 3      |
| 3     | Seok Ha-jung | 2      | 0:8   | 2      |

#### Gruppe 2
|              | Ergebnis |             |
| ------------ | -------- | ----------- |
| Feng Tianwei | 4:2      | Ai Fukuhara |
| Feng Tianwei | 4:1      | Liu Jia     |
| Ai Fukuhara  | 4:1      | Liu Jia     |

| Platz | Spieler      | Spiele | Sätze | Punkte |
| ----- | ------------ | ------ | ----- | ------ |
| 1     | Feng Tianwei | 2      | 8:3   | 4      |
| 2     | Ai Fukuhara  | 2      | 6:5   | 3      |
| 3     | Liu Jia      | 2      | 2:8   | 2      |

#### Gruppe 3
|              | Ergebnis |               |
| ------------ | -------- | ------------- |
| Wu Yang      | 4:0      | Jiang Huajun  |
| Wu Yang      | 4:1      | Sayaka Hirano |
| Jiang Huajun | 4:2      | Sayaka Hirano |

| Platz | Spieler       | Spiele | Sätze | Punkte |
| ----- | ------------- | ------ | ----- | ------ |
| 1     | Wu Yang       | 2      | 8:1   | 4      |
| 2     | Jiang Huajun  | 2      | 4:6   | 3      |
| 3     | Sayaka Hirano | 2      | 3:8   | 2      |

#### Gruppe 4
|                 | Ergebnis |                 |
| --------------- | -------- | --------------- |
| Kasumi Ishikawa | 0:4      | Shen Yanfei     |
| Kasumi Ishikawa | 4:1      | Tetjana Bilenko |
| Shen Yanfei     | 4:0      | Tetjana Bilenko |

| Platz | Spieler         | Spiele | Sätze | Punkte |
| ----- | --------------- | ------ | ----- | ------ |
| 1     | Shen Yanfei     | 2      | 8:0   | 4      |
| 2     | Kasumi Ishikawa | 2      | 4:5   | 3      |
| 3     | Tetjana Bilenko | 2      | 1:8   | 2      |

### Hauptrunde
|  | Viertelfinale   | Viertelfinale |            |              | Halbfinale       | Halbfinale |  |  | Finale | Finale |
|  |                 |               |            |              |                  |            |  |  |        |        |
|  |                 |               |            |              |                  |            |  |  |        |        |
|  | Liu Shiwen      | 4             |            |              |                  |            |  |  |        |        |
|  | Liu Shiwen      | 4             |            |              |                  |            |  |  |        |        |
|  | Yu Mengyu       | 0             |            |              |                  |            |  |  |        |        |
|  | Yu Mengyu       | 0             | Liu Shiwen | 4            |                  |            |  |  |        |        |
|  |                 |               | Liu Shiwen | 4            |                  |            |  |  |        |        |
|  |                 | Jiang Huajun  | 1          |              |                  |            |  |  |        |        |
|  | Jiang Huajun    | Jiang Huajun  | 1          | 4            |                  |            |  |  |        |        |
|  | Jiang Huajun    |               |            | 4            |                  |            |  |  |        |        |
|  | Shen Yanfei     | 1             |            |              |                  |            |  |  |        |        |
|  |                 |               | Liu Shiwen | 4            |                  |            |  |  |        |        |
|  |                 |               |            | Wu Yang      | 0                |            |  |  |        |        |
|  | Wu Yang         | 4             |            |              |                  |            |  |  |        |        |
|  | Ai Fukuhara     | 1             |            |              |                  |            |  |  |        |        |
|  | Ai Fukuhara     | 1             | Wu Yang    | 4            |                  |            |  |  |        |        |
|  |                 |               | Wu Yang    | 4            | Spiel um Platz 3 |            |  |  |        |        |
|  |                 | Feng Tianwei  | 1          |              |                  |            |  |  |        |        |
|  | Kasumi Ishikawa | Feng Tianwei  | 1          | 3            | Jiang Huajun     | 0          |  |  |        |        |
|  | Kasumi Ishikawa |               |            | 3            | Jiang Huajun     | 0          |  |  |        |        |
|  | Feng Tianwei    | 4             |            | Feng Tianwei | 4                |            |  |  |        |        |
|  | Feng Tianwei    | 4             |            |              | 4                |            |  |  |        |        |
|  |                 |               |            |              |                  |            |  |  |        |        |

## Sonstiges
Durch seine 18. World-Cup-Teilnahme zog Jean-Michel Saive mit dem Rekordhalter Jan-Ove Waldner gleich.